# Hüttenlehm

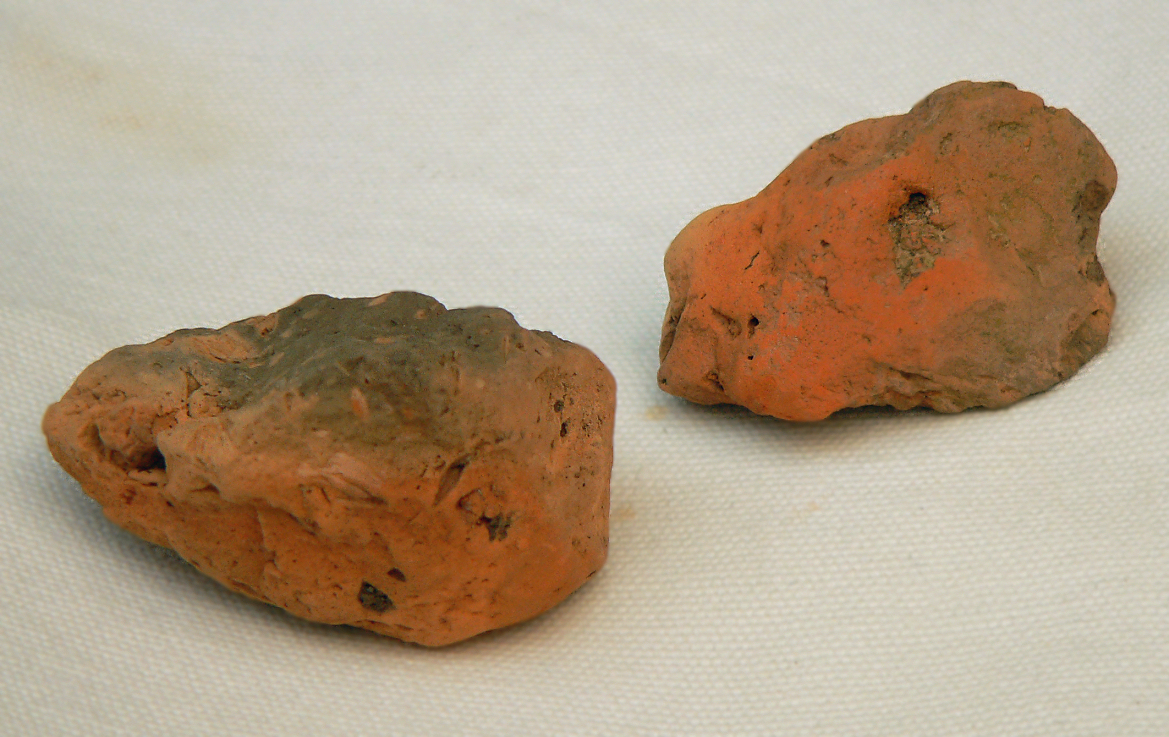
Hüttenlehm einer bandkeramischen Fundstelle aus der Zeit um etwa 5000 v. Chr.

Hüttenlehm oder Brandlehm, auch als Rotlehm oder Staklehm bezeichnet, ist ein archäologisches Fundmaterial. Es besteht aus Lehm, der durch ein Brandereignis gehärtet ist und häufig eine rötliche Farbe aufweist.

## Lehmverwendung
Das Material Lehm spielt seit der Sesshaftigkeit des Menschen eine wichtige Rolle beim Hausbau. Funde von Hüttenlehm können aus sehr unterschiedlichen Verwendungsarten von Lehm herrühren. Aus dem Material bestanden zum Beispiel Lehmziegel, Ofenwandungen, festes Mobiliar oder Verputz von Gebäuden. Der römische Historiker Tacitus beschrieb im 1. Jahrhundert n. Chr. in seiner Schrift Germania (Kapitel 16) den Lehmputz germanischer Häuser folgendermaßen:
„Sie bedienen sich rohen Holzes ... Einige Stellen bestreichen sie sorgfältiger mit einer so reinen und glänzenden Erde, dass sie wie Malerei und Farbzeichnung aussieht.“

## Erhaltungsbedingungen
In Mitteleuropa mit seinem feuchten Klima zerfließen in den Boden eingebrachte ungebrannte Lehmartefakte und bleiben nur als Stratum erhalten. Seine Form behält Lehm nur, wenn der Einwirkung von Feuer ausgesetzt, also gebrannt wird. Dazu reichen bereits geringe Temperaturen von 350 bis 400 Grad Celsius aus, während bei der Keramikherstellung mindestens 800 Grad Celsius erforderlich sind. Die Hitzeeinwirkung führt zu einer Aushärtung und Wasserfestigkeit des Materials, was auch Verziegelung genannt wird. Die Erhitzung kann auf verschiedene Weise erfolgen. Öfen und Herde aus Lehm verziegeln bereits durch ihre Benutzung. Der Lehmverputz von Flechtwerkwänden prähistorischer Pfostenhäuser kann als Hüttenlehm erhalten bleiben, wenn die Häuser abgebrannt sind. Der Brand härtet den Lehm aus und macht ihn haltbar.
Entscheidend für die Erhaltung von Hüttenlehm ist sein weiterer Verbleib nach einem Brand. Die beste Konservierung ist bei einer baldigen Abdeckung mit Erdreich gegeben. Verbleiben die Reste an der Oberfläche, vergehen sie infolge der Witterung schnell.

## Archäologie

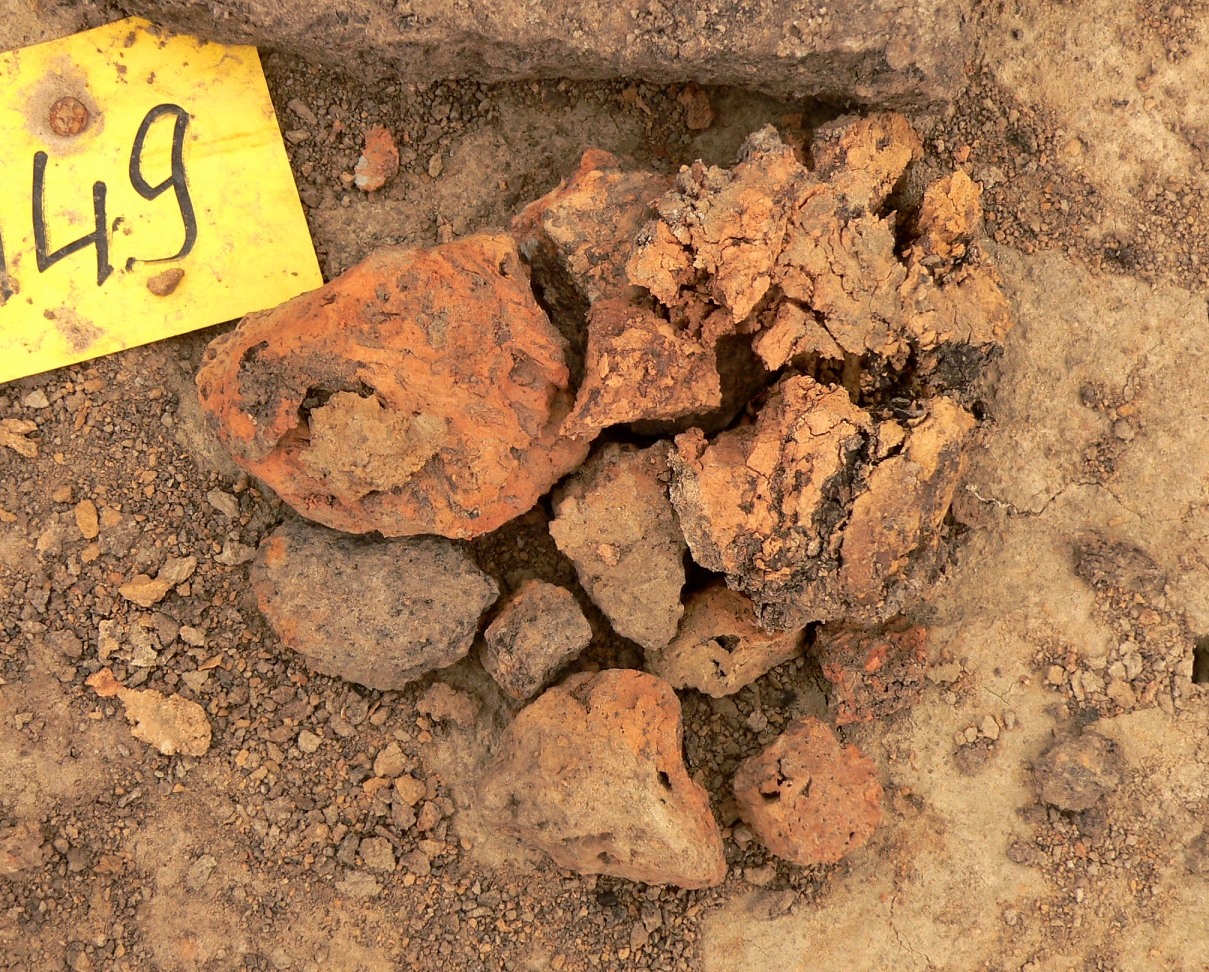
Hüttenlehm vom Bandkeramischen Fundplatz von Imbshausen und Eboldshausen

Im Siedlungskontext ist Hüttenlehm eine häufige archäologische Fundgattung und für die Siedlungsarchäologie von Bedeutung. Vielfach stammt heute gefundener Hüttenlehm von prähistorischen Pfostenhäusern, da sie häufig abbrannten.
Hüttenlehm tritt bei archäologischen Ausgrabungen meist in Form kleiner bis faustgroßer Bruchstücke aus verbranntem oder halbverbranntem Lehm zutage. Der einstige Nutzungszusammenhang des Materials lässt sich auf verschiedene Weisen bestimmen. Bei guter Materialerhaltung ist dies anhand der Form möglich. Die Funktion kann auch anhand der Oberfläche der Stücke ermittelt werden. Sie weist manchmal Materialeindrücke auf, wie von Flechtwerk oder Glättungsspuren von Händen. Auch lässt sich die Materialzusammensetzung des Lehms und damit seine frühere Verwendung bestimmen. Im Hausbau eingesetzter Lehm weist in der Regel eine Magerung aus pflanzlichen oder mineralischen Materialien wie Häcksel, Stroh, Fasern, Tierhaaren, Sand und gröberen Zuschlagstoffen auf. Die Beimengungen verringern die Lehmmasse und beugen einer Rissbildung beim Trocknungsprozess vor.